# Вільянуева-де-ла-Консепсьйон
Вільянуева-де-ла-Консепсьйон (ісп. Villanueva de la Concepción) — муніципалітет в Іспанії, у складі автономної спільноти Андалусія, у провінції Малага. Населення — 3386 осіб (2010).
Муніципалітет розташований на відстані близько 390 км на південь від Мадрида, 25 км на північний захід від Малаги.

## Галерея зображень

Розташування муніципалітету у провінції Малага